# Азијски челенџ куп у хокеју на леду
Азијски челенџ куп у хокеју на леду (енгл. The IIHF Challenge Cup of Asia) међународно је такмичење националних селекција у хокеју на леду на подручју Азије. Такмичење се одржава под ингеренцијом Међународне хокејашке федерације (ИИХФ). Такмичење је турнирског типа и одржава се једном годишње, а екипе су подељене у две јакосне скупине – елитну групу чији учесници се боре за титулу победника азијског челенџ купа, те Дивизију I. Такмичења се одржавају у обе конкуренције, у мушкој од 2008, односно у женској од 2010. године (такмичења у Дивизији I уведена су од 2014. године). Циљ такмичења је да азијске хокејашке репрезентације које не учествују у такмичењима за светска првенства, али и оне које се такмиче у најнижим дивизијама имају што више такмичарских утакмица, и да се на тај начин додатно промовише и популарише хокеј на леду на подручју Азије.
Прво такмичење у мушкој конкуренцији одржано је 2008. у Хонгконгу, док се инаугурално женско првенство одржало 2010. у кинеском Шангају. Најуспешнија селекција у мушкој конкуренцији је Кинески Тајпеј, док су најуспешније женске екипе селекције Кине и Јапана.

## Резултати мушких турнира
Челенџ куп
| Година | Град домаћин | Златна медаља  | Сребрна медаља | Бронзана медаља |
| ------ | ------------ | -------------- | -------------- | --------------- |
| 2008.  | Хонгконг     | Кинески Тајпеј | Малезија       | Хонгконг        |
| 2009.  | Абу Даби     | УАЕ            | Тајланд        | Малезија        |
| 2010.  | Тајпеј       | Кинески Тајпеј | УАЕ            | Тајланд         |
| 2011.  | Кувајт Сити  | Хонгконг       | УАЕ            | Тајланд         |
| 2012.  | Дерадун      | УАЕ            | Тајланд        | Малезија        |
| 2013.  | Бангкок      | Кинески Тајпеј | Хонгконг       | Монголија       |
| 2014.  | Абу Даби     | Кинески Тајпеј | УАЕ            | Монголија       |
| 2015.  | Тајпеј       | Кинески Тајпеј | УАЕ            | Монголија       |
| 2016.  | Абу Даби     | Кинески Тајпеј | УАЕ            | Монголија       |
| 2017.  | Бангкок      | УАЕ            | Монголија      | Тајланд         |
| 2018.  | Пасај        | Монголија      | Тајланд        | Филипини        |

Дивизија I
| Година | Град домаћин | Златна медаља | Сребрна медаља | Бронзана медаља |
| ------ | ------------ | ------------- | -------------- | --------------- |
| 2014.  | Бишкек       | Макао         | Сингапур       | Киргистан       |
| 2015.  | Кувајт Сити  | Кувајт        | Сингапур       | Киргистан       |
| 2016.  | Бишкек       | Киргистан     | Малезија       | Макао           |
| 2017.  | Кувајт Сити  | Кувајт        | Индија         | Оман            |
| 2018.  | Куала Лумпур | Малезија      | Макао          | Индонезија      |

### Освајачи медаља Челенџ купа
| Репрезентација | Злато | Сребро | Бронза | Укупно |
| -------------- | ----- | ------ | ------ | ------ |
| Кинески Тајпеј | 6     | 0      | 0      | 6      |
| УАЕ            | 3     | 5      | 0      | 8      |
| Хонгконг       | 1     | 1      | 1      | 3      |
| Монголија      | 1     | 1      | 4      | 6      |
| Тајланд        | 0     | 3      | 3      | 6      |
| Малезија       | 0     | 1      | 2      | 3      |
| Филипини       | 0     | 0      | 1      | 1      |

## Резултати женских турнира
Челенџ куп
| Година | Град домаћин | Златна медаља      | Сребрна медаља  | Бронзана медаља |
| ------ | ------------ | ------------------ | --------------- | --------------- |
| 2010.  | Шангај       | Кина 1             | Јапан           | Северна Кореја  |
| 2011.  | Нико         | Јапан              | Кина            | Јужна Кореја    |
| 2012.  | Ћићихар      | Јапан              | Кина 1          | Кина 2          |
| 2014.  | Харбин       | Кина               | Северна Кореја  | Јужна Кореја    |
| 2017.  | Бангког      | Нови зеланд У18    | Тајланд         | Сингапур        |
| 2018.  | Куала Лумпур | Кинески Тајпеј У18 | Нови зеланд У18 | Тајланд         |

Дивизија I
| Година | Град домаћин | Златна медаља  | Сребрна медаља | Бронзана медаља |
| ------ | ------------ | -------------- | -------------- | --------------- |
| 2014.  | Хонгконг     | Хонгконг       | Тајланд        | Сингапур        |
| 2015.  | Тајпеј       | Кинески Тајпеј | Тајланд        | Хонгконг        |
| 2016.  | Тајпеј       | Кинески Тајпеј | Тајланд        | Сингапур        |
| 2018.  | Куала Лумпур | Малезија       | УАЕ            | Филипини        |

### Освајачи медаља женског Челенџ купа
| Репрезентација | Злато | Сребро | Бронза | Укупно |
| -------------- | ----- | ------ | ------ | ------ |
| Кина*          | 2     | 2      | 1      | 5      |
| Јапан          | 2     | 1      | 0      | 3      |
| Нови Зеланд    | 1     | 1      | 0      | 2      |
| Кинески Тајпеј | 1     | 0      | 0      | 1      |
| Северна Кореја | 0     | 1      | 1      | 2      |
| Тајланд        | 0     | 1      | 1      | 2      |
| Јужна Кореја   | 0     | 0      | 2      | 2      |
| Сингапур       | 0     | 0      | 1      | 1      |

Напомена: Кини су обједињене медаље које су освајале и А и Б селекција. 